# Paramakudi
Paramakudi (Tamil: பரமக்குடி Paramakkuṭi [ˈparəməkːuɖi]) ist eine Stadt im indischen Bundesstaat Tamil Nadu. Die Einwohnerzahl beträgt rund 96.000 (Volkszählung 2011).
Paramakudi liegt im Distrikt Ramanathapuram im Süden Tamil Nadus. Die Stadt befindet sich im Küstenhinterland am Unterlauf des periodisch Wasser führenden Vaigai-Flusses 38 Kilometer nordwestlich von Ramanathapuram und 76 Kilometer südöstlich von Madurai. Paramakudi ist Hauptort des Taluks Paramakudi im Distrikt Ramanathapuram. Durch die Stadt führen der National Highway 49 von Madurai über Ramanathapuram nach Rameswaram sowie die parallel verlaufende Bahnlinie.
Mit 95.579 Einwohnern (Volkszählung 2011) ist Paramakudi noch vor der Distrikthauptstadt Ramanathapuram die einwohnerstärkste Stadt des Distrikts Ramanathapuram. 87 Prozent der Bevölkerung sind Hindus, 9 Prozent sind Muslime und 4 Prozent Christen. Die Hauptsprache ist, wie in ganz Tamil Nadu, das Tamil, das von 79 Prozent der Einwohner Paramakudis als Muttersprache gesprochen wird. Daneben gibt es eine größere Minderheit von Sprechern des Saurashtri, die 20 Prozent der Bevölkerung ausmacht. Das Saurashtri ist eng mit der nordwestindischen Sprache Gujarati verwandt. Seine Sprecher sind Angehörige einer ursprünglich aus Gujarat eingewanderten Weberkaste.
Im September 2011 kam es in Paramakudi zu schweren Zusammenstößen zwischen protestierenden Dalits (Kastenlosen) und der Polizei. Sieben Menschen kamen ums Leben, als die Polizei das Feuer in die Menge eröffnete.